# La fuga de Tarzán
La fuga de Tarzán —cuyo título original en inglés es Tarzan Escapes— es una película estadounidense rodada en blanco y negro y estrenada en 1936. Es la tercera de las películas de la serie sobre Tarzán producida por Metro-Goldwyn-Mayer y protagonizada por Johnny Weissmuller y Maureen O'Sullivan. Fue la primera de la serie dirigida por Richard Thorpe y también la primera a la que se aplicó el Código Hays, lo que fue patente en el vestuario de O'Sullivan.

## Sinopsis
Rita y Eric viajan a África en busca de su prima Jane. Para llegar hasta ella contratan los servicios del aventurero Fry y su ayudante Rawlins. La expedición llega a la base del monte Mutia perseguida por la fiera tribu de los Gaboni, pero el grito de Tarzán aleja a los atacantes. Fry decide capturar algunos chimpancés para atraer a Tarzán, quien los libera y se lleva a Rita. Poco después, los expedicionarios encuentran a Rita, Tarzán y Jane en la casa de estos últimos. Tarzán se enfada cuando se entera de que el propósito nde Rita y Eric es llevarse consigo a Jane para que acepte una herencia, ya que dicen que sin su presencia esta se perderá en beneficio de una sociedad entomológica. Sin embargo, el hombre mono acepta la partida de su esposa con la promesa de que volverá pronto.
Pero Fry tiene sus propios planes. Proyecta capturar a Tarzán para exhibirlo como una atracción de feria. Ha pactado con el jefe de una tribu el paso por su territorio a cambio de entregarle a Jane, Rita y Eric para que sean sacrificados de forma ritual. Ante la oposición de Rawlins, lo asesina. Fry engaña a Tarzán, quien se introduce voluntariamente en una jaula y es abandonado. Sin embargo, el jefe tribal engaña a su vez a Fry y captura a toda la expedición para sacrificar a todos sus integrantes, Fry incluido.
Tarzán hace caer la jaula por un barranco y es liberado por unos elefantes. Salva a los expedicionarios supervivientes y huye con ellos a través de una gruta pantanosa llena de peligros. Cuando la abandonan, obliga a Fry a volver a entrar. El traidor aventurero se hace con una estaca para atacar a Tarzán pero fallece víctima de los peligros del lugar. Tarzán se va, pensando que Jane debe ir a Inglaterra, pero Rita y Eric le confiesan que su presencia no es imprescindible y que bastará con un documento firmado por ella. Cuando Tarzán regresa a su hogar, ve humo saliendo de la chimenea y se reúne con Jane.

## Reparto
| Actor              | Rol            |
| ------------------ | -------------- |
| Johnny Weissmuller | Tarzán         |
| Maureen O'Sullivan | Jane           |
| John Buckler       | El capitán Fry |
| Benita Hume        | Rita           |
| William Henry      | Eric           |
| Herbert Mundin     | Rawlins        |
| E. E. Clive        | Masters        |
| Darby Jones        | Bomba          |
| Cheetah            | Chita          |